# Damasco, Mexiko
Damasco är en ort i Mexiko.   Den ligger i kommunen Teopisca och delstaten Chiapas, i den sydöstra delen av landet, 800 km öster om huvudstaden Mexico City. Damasco ligger 2 098 meter över havet och antalet invånare är 286.
Terrängen runt Damasco är kuperad åt nordost, men åt sydväst är den bergig. Runt Damasco är det ganska tätbefolkat, med 104 invånare per kvadratkilometer. Närmaste större samhälle är Teopisca, 6,6 km sydost om Damasco. I omgivningarna runt Damasco växer huvudsakligen savannskog.